# Dombrot-le-Sec
Dombrot-le-Sec település Franciaországban, Vosges megyében. Lakosainak száma 358 fő (2022. január 1.). Dombrot-le-Sec Lignéville, Marey, Martigny-les-Bains, Serocourt, Suriauville, Viviers-le-Gras, Contrexéville, Crainvilliers és Gignéville községekkel határos.

## Népesség
A település népességének változása:
| Lakosok száma | 376  | 376  | 391  | 376  | 372  | 368  | 367  | 361  | 358  |
|               | 2013 | 2015 | 2016 | 2017 | 2018 | 2019 | 2020 | 2021 | 2022 |